# Renault 6CV

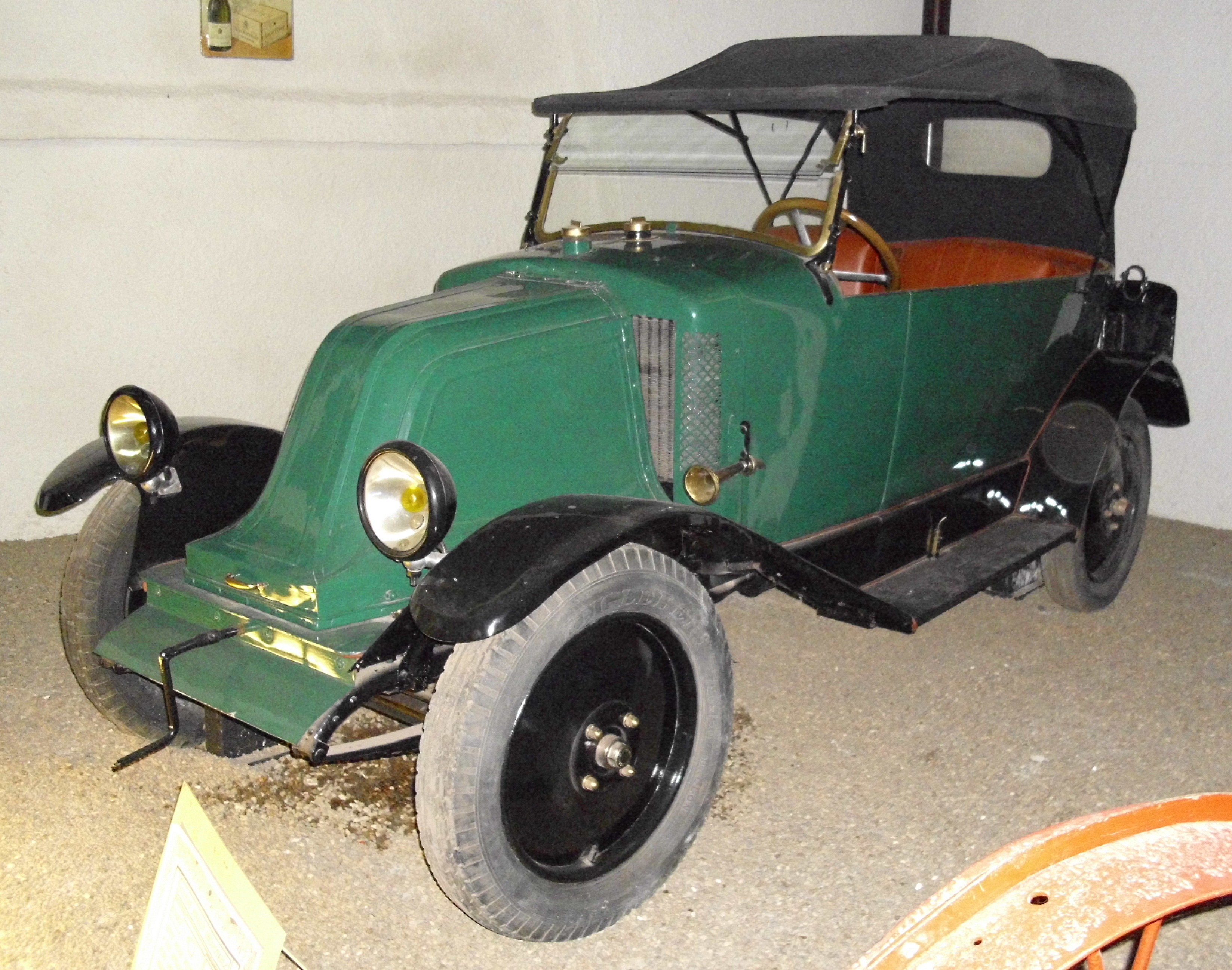
Renault KJ

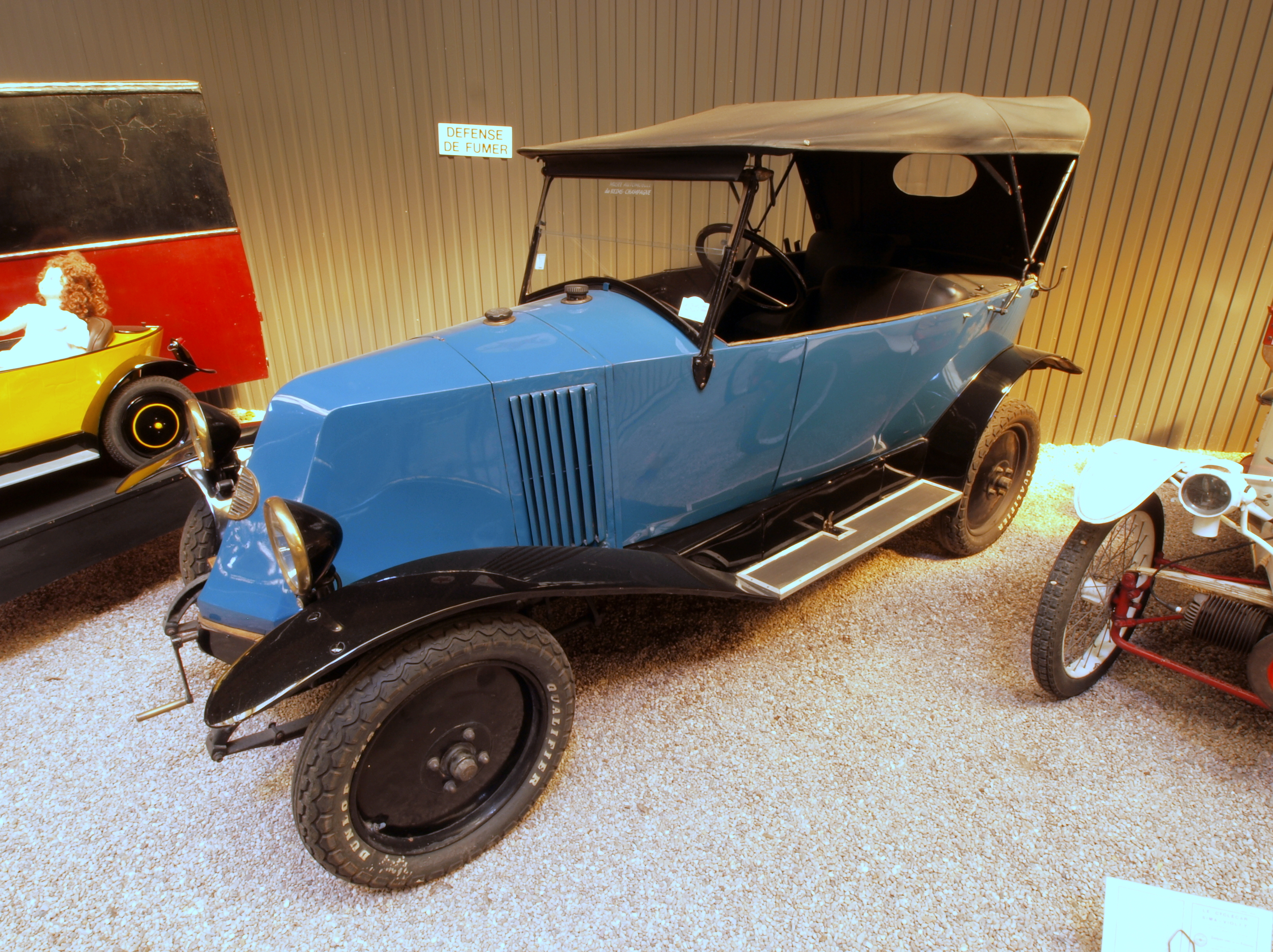
Renault MT

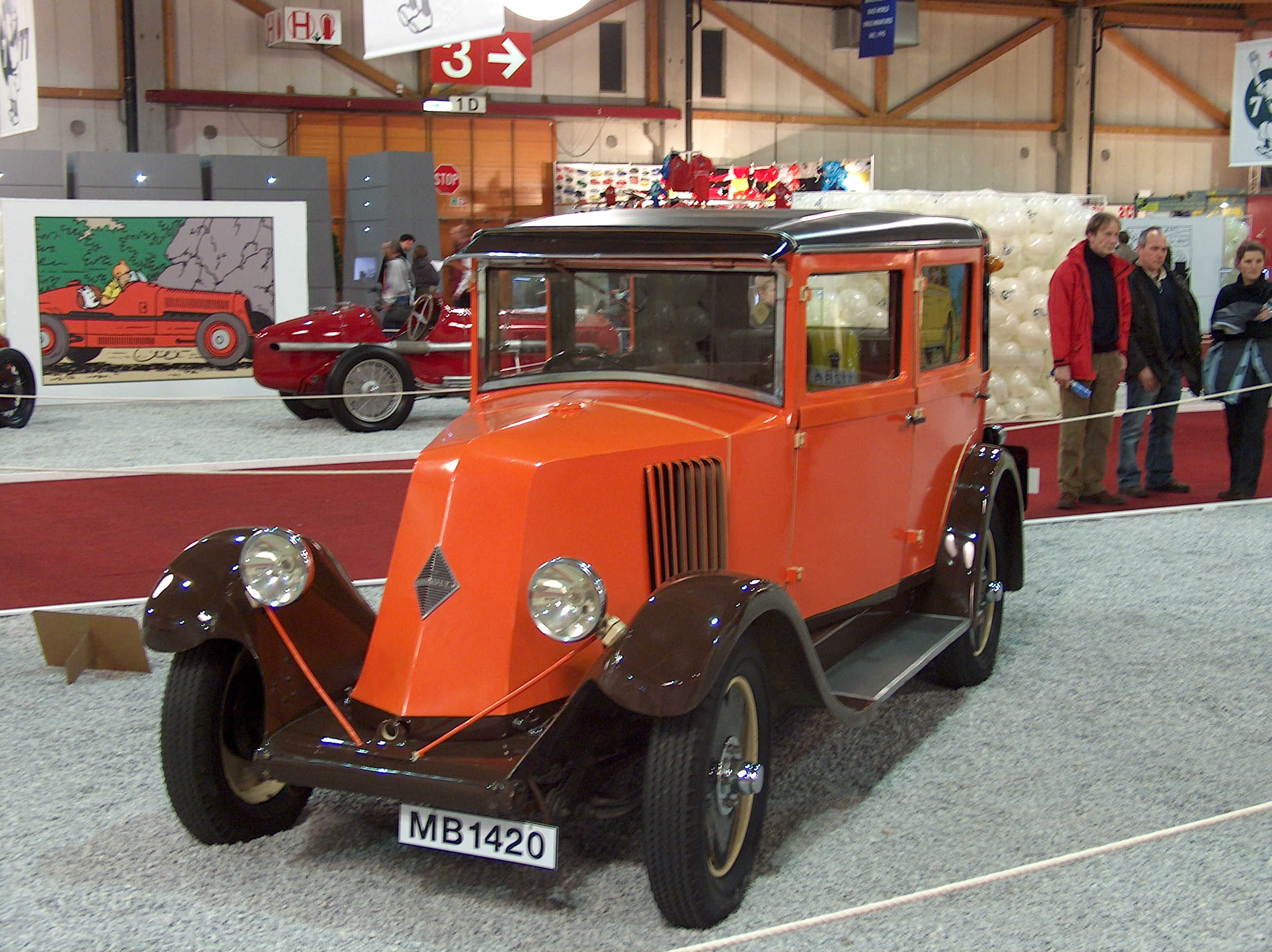
Renault NN

Renault 6CV est l’appellation commerciale d'une automobile de la marque Renault produite de 1922 à 1929.
Durant sa carrière, la voiture a connu des évolutions, correspondant à trois types différents :
- Renault KJ (1922–1924)
- Renault MT (1924–1926)
- Renault NN (1924–1929)

Le prix en 1925 : torpédo 3 places : 15 000 F, torpédo 4 places : 16 500 F, camionnette marchande : 13 200 F .